# Matthew McConaughey
Matthew David McConaughey (Uvalde, Texas, 4 de noviembre de 1969) es un actor y productor de cine y televisión estadounidense. Es ganador de un Premio Óscar, un Globo de Oro y un SAG. Conocido por su participación en películas como Dazed and Confused (1993), A Time to Kill (1996), Contact (1997), Frailty (2001), We Are Marshall (2006), Killer Joe (2011), The Lincoln Lawyer (2011), Magic Mike (2012), Bernie (2012), Mud (2012), El lobo de Wall Street (2013), Dallas Buyers Club (2013), Interstellar (2014), Free State of Jones (2016) y The Gentlemen (2019). De los papeles televisivos que ha desempeñado, es especialmente reconocido y aclamado por su interpretación de Rustin «Rust» Cohle en la primera temporada de True Detective.
Además, en octubre de 2020 publicó su libro autobiográfico titulado Greenlights. El libro incluye historias y conocimientos de la vida de McConaughey en orden cronológico. Se ha descrito como una memoria, debutando número 1 en The New York Times Best Seller list.[cita requerida]

## Biografía
Su madre Mary Kathleen "Kay" McCabe es una exprofesora de infantil y su padre James Donald "Jim" McConaughey (en inglés /məˈkɒnəheɪ/), ya fallecido, era jugador profesional de fútbol americano.
Tras acabar el instituto, Matthew fue a vivir a Australia durante un año como estudiante de intercambio, trabajando en diversos empleos. A su regreso a los Estados Unidos se matriculó en Derecho en la Universidad de Texas en Austin. Antes de uno de sus exámenes descubrió un libro titulado The Greatest Salesman in the World y decidió cambiar su vocación de abogado a actor.

## Carrera

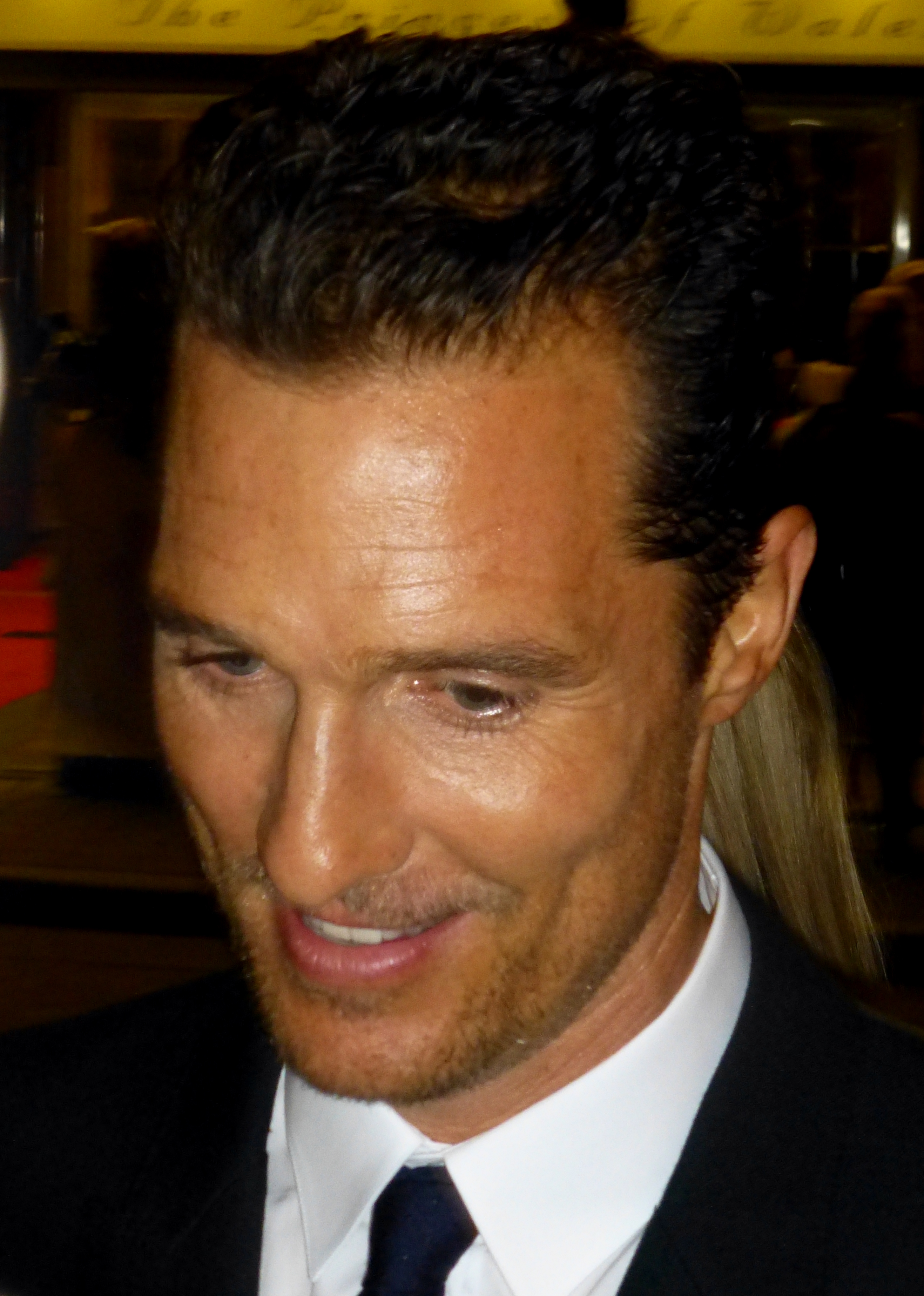
Matthew McConaughey en el estreno de Dallas Buyers Club, en el Festival de cine de Toronto de 2013.

### Primeros años
Entre sus primeros papeles se encuentran Dazed and Confused (1993) en la cual aparecía junto a Ben Affleck y Rory Cochrane. Actualmente es considerada una película de culto. También en The Texas Chainsaw Massacre: The Next Generation (1994) en la que aparecía junto a Renée Zellweger; y la comedia dramática Boys on the Side (1995), protagonizada por Whoopi Goldberg y Drew Barrymore. También apareció en el drama Lone Star (1996), junto a Kris Kristofferson y Chris Cooper, dando vida a Buddy Deeds. El filme recaudó 12 millones USD en la taquilla americana. Y fue definido como una de las obras maestras de su director, John Sayles.

### 1996-2000
Su primera gran producción tuvo lugar con el thriller judicial basado en la novela homónima de John Grisham, A Time to Kill (1996), donde compartía cartel con Sandra Bullock, Samuel L. Jackson y Kevin Spacey. Interpretaba a Jake Brigance, un joven abogado que defendía a un hombre negro, mientras era amenazado por el Ku Klux Klan. Peter Travers escribió que "McConaughey es dinamita, en una interpretación inteligente y sexy". Fue un éxito en taquilla recaudando 152 millones USD en la taquilla internacional. Fue nominado a los Premios MTV.
Su siguiente aparición fue en la comedia de Bill Murray Larger than Life (1996). En 1997 tuvo dos roles, el primero de ellos fue junto a Jodie Foster en la película de Robert Zemeckis, Contact. La revista Rolling Stone la describió como "una emocionante aventura". Acumuló 171 millones de USD en todo el mundo. El segundo de ellos fue en el drama histórico Amistad, dirigido por Steven Spielberg, y al lado de Morgan Freeman y Anthony Hopkins. Recaudó 44 millones de USD en Estados Unidos, siendo una de las producciones menos exitosas del director en territorio americano. En 1998 se puso a las órdenes de Richard Linklater en The Newton Boys en la que actuaba junto a Ethan Hawke. Apenas sumó 10 millones de USD en territorio estadounidense. Ese mismo año también apareció en el cortometraje Making Sandwiches, que supuso el debut como directora de Sandra Bullock.
Su siguiente proyecto en llegar a las pantallas fue la comedia EdTV, dirigida por Ron Howard, en la que daba vida a Ed Pekurny, un hombre que vivía 24 horas siendo grabado para un programa de televisión. A su lado aparecían Woody Harrelson y Ellen DeGeneres. Financiar el proyecto costó 80 millones de USD, pero únicamente recaudó 35 millones de la misma moneda durante su exhibición comercial en los cines de todo el mundo. El drama de acción, U-571, ambientado en un submarino fue su primera película de la década de 2000. Lo protagonizó junto a Bill Paxton y Harvey Keitel. Acumuló 127 millones de USD en las taquillas globales. La CNN la describió como "enormemente entretenida".

### 2001-2010
En 2001 protagonizó la comedia romántica The Wedding Planner, en la que interpretaba a la persona objeto del interés romántico de Jennifer López. Sumó 94 millones de USD en su exhibición mundial. Chicago Sun Times escribió que "hay momentos en los que la inventiva de la película es desesperante".
En 2002 llegaron a los cines tres producciones protagonizadas por McConaughey, la primera de ellas fue Frailty, dirigida por Bill Paxton. Fue bien recibido por la crítica pero apenas sumó 17 millones de USD en todo el globo. La segunda fue el drama 13 Conversations About One Thing. La película no funcionó en taquilla al recaudar solo 3 millones de USD mundialmente. El último personaje de dicho año fue el de Denton Van Zan en Reign of Fire junto a Christian Bale. Recaudó 82 millones de USD en todo el mundo. Richard Roeper escribió que "no voy a tratar de argumentar que ‘Reign of Fire’ es una buena película, pero es terriblemente entretenida". 
Volvió al género de la comedia romántica, acompañado de Kate Hudson, en How to Lose a Guy in 10 Days (2003). La película fue número uno en la taquilla en EE. UU. y acumuló 177 millones de USD tras su exhibición mundial, USA Today dijo que "pocas risas y demasiados momentos predecibles".
En 2005 dio vida a Dirk Pitt en la adaptación cinematográfica de Sahara. Junto a él estaban Penélope Cruz y Steve Zahn. Seattle Times dijo que era "una entretenida pero defectuosa cinta palomitera". El costo del filme fue de 130 millones de USD y en las taquillas acumuló 119 millones de la moneda antes citada. Posteriormente fue considerado un fracaso debido a la poca recaudación del filme. 
También llegó a los cines en 2005 el drama deportivo Two for the Money que protagonizó junto a Al Pacino y Rene Russo. No fue bien recibida por la prensa especializada y obtuvo 30 millones de USD en las taquillas globales. Su siguiente incursión en el cine fue We Are Marshall (2006). Wesley Morris la definió como "un raro drama deportivo, que te hace entender qué significa el fútbol para un pueblo". Obtuvo 43 millones de USD en Estados Unidos.
Después llegaron varias comedias románticas, siendo la primera de ellas Failure to Launch (2006), junto a Sarah Jessica Parker. Roger Ebert definió los personajes como  "estúpidos". Sumó 128 millones de USD durante su exhibición mundial. Volvió a formar pareja con Kate Hudson en Fool's Gold (2008), en este caso el filme acumuló 111 millones de USD en todo el mundo. Elizabeth Weitzman escribió que "nada es memorable en esta película, a menos que seas el orgulloso entrenador personal de McConaughey". Ambas producciones fueron número uno en EE. UU. durante su primer fin de semana. 
La última de ellas llegó en 2009 con Ghosts of Girlfriends Past, al lado de Jennifer Garner y Michael Douglas. Claudia Puig dijo que "la formularia historia se evapora tan rápido como el algodón de azúcar, y a menudo es empalagosa y de mal gusto". Acumuló 102 millones de USD en todo el mundo.

### 2011 - presente
El actor decidió dar un giro a su carrera y alejarse de las comedias románticas que le habían encumbrado. The Lincoln Lawyer (2011) fue la primera de ellas, interpretaba a un abogado cuyo despacho era un coche Lincoln. Acumuló 75 millones de dólares en todo el mundo. Peter Howel dijo que "toda la historia se centra en McConaughey, pero él se la gana toda la atención".
En 2012 llegaron a los cines cuatro producciones en las que el McConaughey formaba parte del reparto. Bernie fue la primera de ellas, en la cual tenía un personaje secundario. Sumó nueve millones de dólares en los Estados Unidos y fue aclamada por la crítica. Después trabajó a las órdenes de Steven Soderbergh en la comedia Magic Mike, su interpretación fue alabada y se rumoreó una candidatura al Óscar al mejor actor de reparto, pero dicha nominación no tuvo lugar. La película fue número uno en taquilla con 39 millones de USD en su primer fin de semana, convirtiéndose en su mayor éxito en dicho período de tiempo. Finalmente acumuló 167 millones de USD en todo el mundo. 
El thriller Killer Joe fue la tercera producción encabezada por el actor en llegar a los cines. Acumuló tres millones de dólares en todo el mundo. Roger Ebert dijo que la cinta le había "dejado sin palabras". La última producción fue la adaptación al cine de la novela The Paperboy, dirigida por Lee Daniels, en ella interpretaba a un hombre homosexual. Formó parte de un reparto en el que aparecían Nicole Kidman, Zac Efron y John Cusack. Acumuló 1 millón de USD en todo el mundo. La actuación de McConaughey en Dallas Buyers Club, película estrenada en los Estados Unidos en 2013, le valió el Oscar a mejor actor. Allí encarna a Ron Woodroof, un electricista y hombre vinculado al rodeo al que le diagnostican sida y le comunican que le quedan treinta días de vida. McConaughey perdió 21 kilogramos para el rol, pasando de pesar 83 kg a pesar 62 kg. Más tarde estuvo en el reparto en El lobo de Wall Street, en el cual hizo el papel de Mark Hanna.
En 2014 se estrenó la premiada serie True Detective (de HBO) protagonizada por McConaughey, que encarna a Rustin Cole, un detective de policía de Luisiana, en la cual consiguió una nominación para el Premio Emmy y para el Globo de Oro. En el mismo año protagonizó Interstellar de Christopher Nolan, en ella interpretaba a Joseph Cooper, un piloto, que al ver que la Tierra está llegando a su fin, emprende la difícil misión de salvar el planeta para garantizar el futuro de la humanidad. La película fue un éxito con una recaudación de 675 millones de dólares en todo el mundo.
En 2020 estrenó la cinta The Gentlemen como Mickey Pearson.

## Vida privada
McConaughey es un ávido fanático de los deportes es un conocido aficionado de equipos como los Texas Longhorns, Washington Commanders, Houston Rockets, Austin FC del cual es uno de los socios.
El lema personal de McConaughey es "Just Keep Living". Su fundación se llama j.k. livin foundation (todo en minúscula), que "es dedicada a ayudar a adolescentes a llevar una vida activa y a hacer elecciones saludables para convertirse en mejores hombres y mujeres".

### Arresto
El 26 de octubre de 1999, McConaughey fue arrestado en Austin, Texas, después de resistirse a la autoridad, que se personó en su domicilio por haber generado disturbios a altas horas de la madrugada, con el agravamiento por posesión de cannabis. El actor había estado tocando música de manera exageradamente estridente con un bongó mientras estaba desnudo en su propia casa. McConaughey negó los cargos por drogas (que fueron posteriormente retirados), pero fue acusado por perturbar la paz. Se declaró culpable y pagó una multa de 50 USD.

### Rescate de animales
McConaughey rescató a varias mascotas varadas después de la inundación de Nueva Orleans por el Huracán Katrina. En 2006, en Sherman Oaks, California, rescató a un gato, propiedad de dos jóvenes, al que habían rociado con laca para luego intentar prenderle fuego.

### Familia

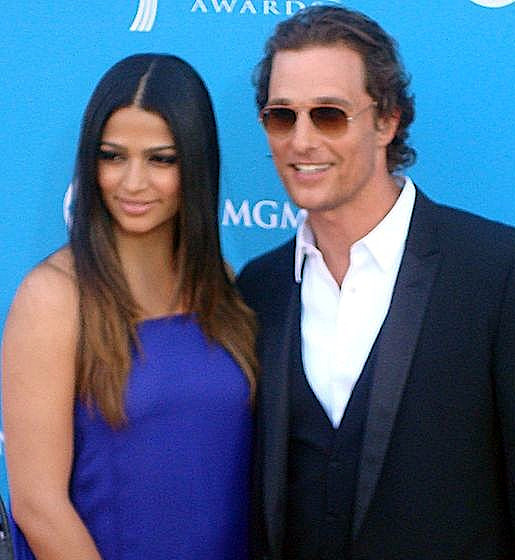
Matthew McConaughey y Camila Alves en 2010.

McConaughey conoció en 2006 a su pareja, la modelo brasileña y artista televisiva Camila Alves, con quien actualmente convive en Malibú, California. Tienen dos hijos, Levi Alves McConaughey (nacido el 6 de julio de 2008), y Vida Alves McConaughey (nacida el 3 de enero de 2010).
La pareja contrajo matrimonio en junio de 2012.
Un mes después, el nuevo matrimonio anunció que estaba esperando su tercer hijo.
El 28 de diciembre de 2012 a las 7:43 de la mañana dieron la bienvenida a su tercer hijo, Livingston Alves McConaughey.
En 2019, se convirtió en propietario minoritario de Austin FC, un equipo de la Major League Soccer que comenzó a jugar en 2021.
En 2023, McConaughey declaró que él y su viejo amigo Woody Harrelson podrían ser hermanos. Su madre afirmó haber tenido relaciones con el padre de Harrelson, Charles Harrelson, en la época de la concepción de McConaughey.

### Filantropía
McConaughey creó la «fundación Just Keep Livin», que está «dedicada a ayudar a los adolescentes a llevar una vida activa y tomar decisiones saludables para convertirse en grandes hombres y mujeres». El 25 de febrero de 2016, McConaughey recibió el premio Creative Conscience de unite4:humanity por su trabajo con dicha fundación.
En 2019, McConaughey se convirtió oficialmente en profesor en prácticas del Departamento de Radio, Televisión y Cine en el Moody College of Communication en su alma mater, UT-Austin; había ejercido como profesor visitante desde 2015. Las dos primeras sesiones fueron sobre el rodaje de la película Free State of Jones.

### Política

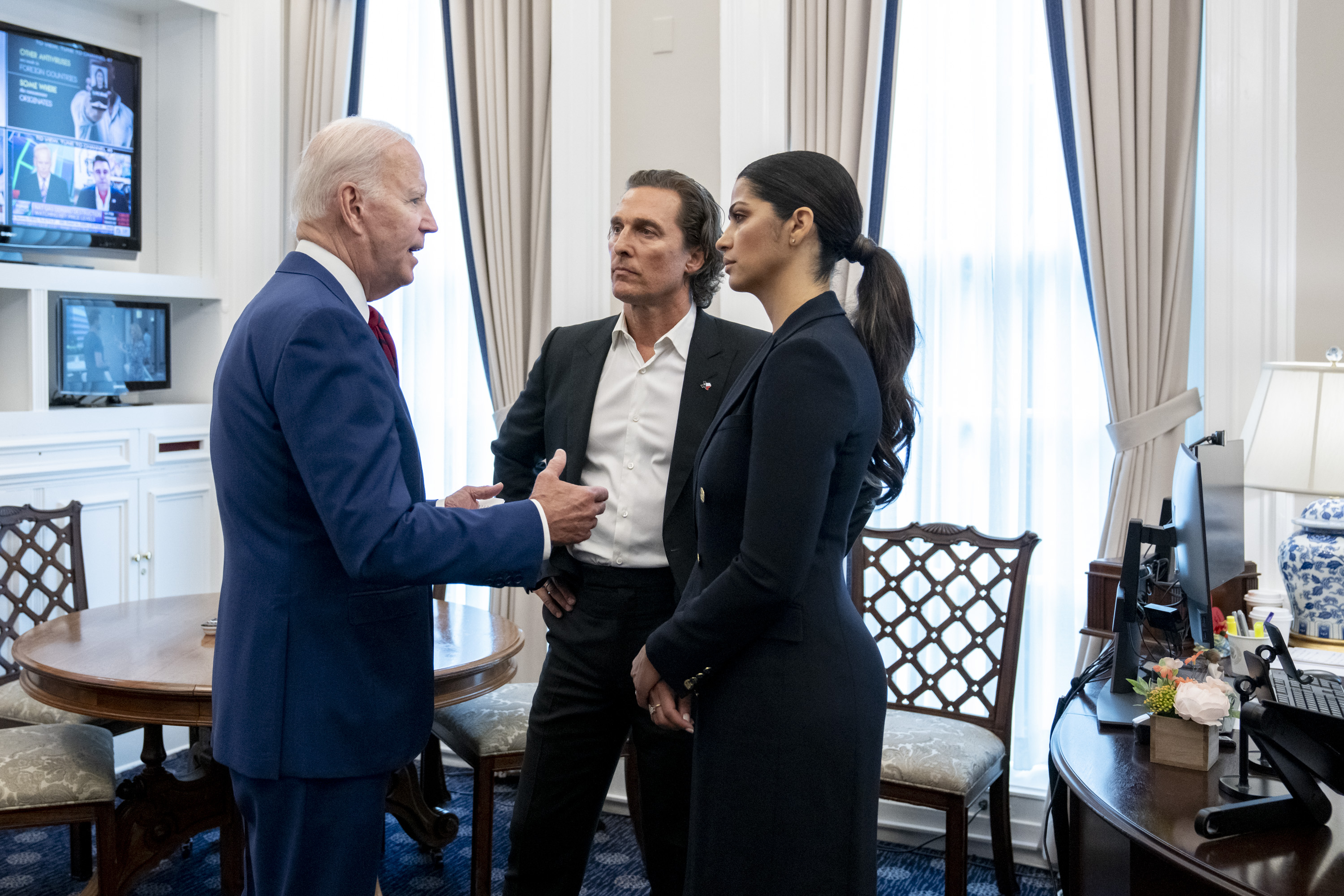
McConaughey y su esposa Camila conversando con el presidente Joe Biden en la Casa Blanca el 7 de junio de 2022

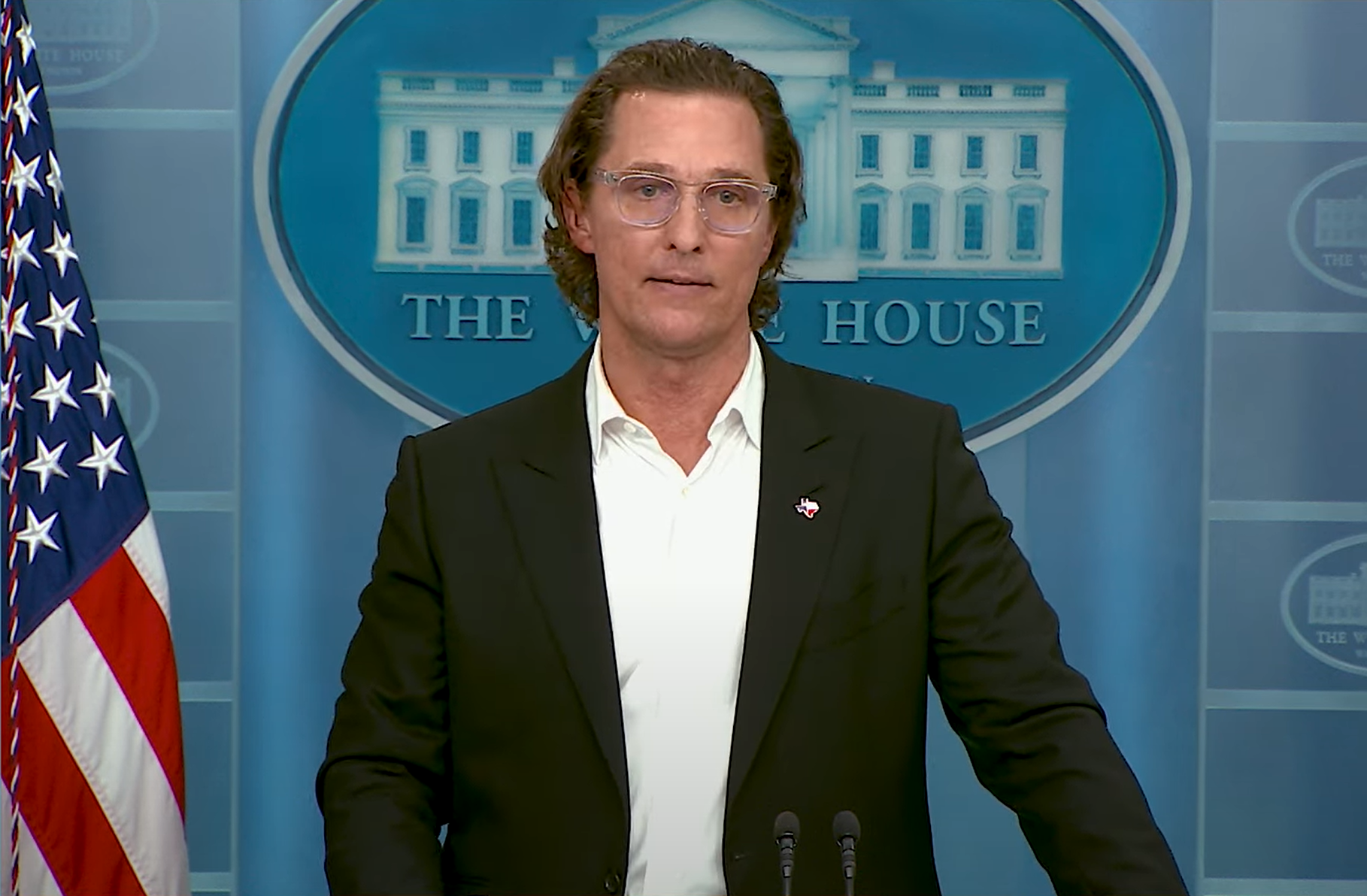
McConaughey dando un discurso en la Casa Blanca en 2022.

En una aparición en noviembre de 2020 en The Late Show with Stephen Colbert, McConaughey negó que estuviera interesado en presentarse a gobernador. El Texas Tribune informó sobre la falta de participación de McConaughey en la política, diciendo que no había votado en una carrera primaria desde «al menos» 2012 y que nunca había donado a una campaña política a nivel estatal o federal hasta 2021. Había votado en las elecciones de Texas de 2018 y en las de Estados Unidos de 2020.
En marzo de 2021, McConaughey confirmó que estaba considerando presentarse para gobernador de Texas en 2022. En una entrevista de Twitter Spaces en octubre de 2021 con NPR, se le preguntó a McConaughey si se presentaría a gobernador de Texas. Él respondió: "No lo soy, hasta que lo soy". Poco más de dos semanas antes de la fecha límite de presentación de candidatos a las primarias de Texas, McConaughey publicó un video en su perfil oficial de Twitter que indica que no competirá por el cargo.
En junio de 2022, McConaughey se unió a la rueda de prensa de la Casa Blanca y abogó por «leyes de armas de sentido común» durante un discurso de 20 minutos, en el que habló sobre el tiroteo en la Escuela Primaria Robb, ocurrido en su ciudad natal de Uvalde. Dijo: 

Necesitamos una tenencia responsable de armas. Necesitamos verificaciones de antecedentes. Necesitamos aumentar la edad mínima para comprar un rifle AR-15 a 21 años. Necesitamos un período de espera para esos rifles. Necesitamos leyes de bandera roja y consecuencias para quienes abusan de ellas.

 CNN describió el discurso como «apasionado y emotivo».

## Filmografía

### Cine
| Año  | Título                                          | Personaje             |
| ---- | ----------------------------------------------- | --------------------- |
| 1993 | Dazed and Confused                              | David Wooderson       |
| 1994 | Angels in the Outfield                          | Ben Williams          |
| 1994 | The Texas Chainsaw Massacre: The New Generation | Vilmer Sawyer         |
| 1995 | Boys on the Side                                | Abe Lincoln           |
| 1995 | Días de gloria                                  | Hombre alquiler       |
| 1995 | Scorpion Spring                                 | El Rojo               |
| 1996 | A Time to Kill                                  | Jake Tyler Brigance   |
| 1996 | Lone Star                                       | Buddy Deeds           |
| 1996 | Una elefanta llamada Vera                       | Tip Tucker            |
| 1997 | Amistad                                         | Roger Sherman Baldwin |
| 1997 | Contact                                         | Palmer Joss           |
| 1998 | The Newton Boys                                 | Willis Newton         |
| 1998 | Making Sandwiches                               | Bud Hoagie            |
| 1999 | EDtv                                            | Ed «Eddie» Pekurny    |
| 2000 | U-571                                           | Teniente Andrew Tyler |
| 2001 | The Wedding Planner                             | Steve «Eddie» Edison  |
| 2001 | Frailty                                         | Adam Meiks            |
| 2001 | Thirteen Conversations About One Thing          | Troy                  |
| 2002 | Reign of Fire                                   | Denton Van Zan        |
| 2002 | Tiptoes                                         | Steven Bedalia        |
| 2003 | How to Lose a Guy in 10 Days                    | Benjamin Barry        |
| 2004 | Paparazzi                                       | Él mismo              |
| 2005 | Two for the Money                               | Brandon Lang          |
| 2005 | Sahara                                          | Dirk Pitt             |
| 2006 | We Are Marshall                                 | Jack Lengyel          |
| 2006 | Failure to Launch                               | Tripp                 |
| 2008 | Fool's Gold                                     | Ben «Finn» Finnegan   |
| 2008 | Tropic Thunder                                  | Rick Peck             |
| 2008 | Surfer, Dude                                    | Steve Addington       |
| 2009 | Ghosts of Girlfriends Past                      | Connor Mead           |
| 2011 | Bernie                                          | Danny Buck Davidson   |
| 2011 | The Lincoln Lawyer                              | Mickey Haller         |
| 2011 | Killer Joe                                      | Killer Joe Cooper     |
| 2012 | Mud                                             | Mud                   |
| 2012 | Magic Mike                                      | Dallas                |
| 2012 | The Paperboy                                    | Ward James            |
| 2013 | Dallas Buyers Club                              | Ron Woodroof          |
| 2013 | El lobo de Wall Street                          | Mark Hanna            |
| 2014 | Interstellar                                    | Joseph Cooper         |
| 2015 | The Sea Of Trees                                | Arthur Brennan        |
| 2016 | Free State of Jones                             | Newton Knight         |
| 2016 | Gold                                            | Kenny Wells           |
| 2016 | Kubo and the Two Strings                        | Escarabajo (voz)      |
| 2016 | Sing!                                           | Buster Moon (voz)     |
| 2017 | The Dark Tower                                  | Walter Padick         |
| 2018 | White Boy Rick                                  | Richard Wershe Sr.    |
| 2019 | Serenity                                        | Baker Dill            |
| 2019 | The Beach Bum                                   | Moondog               |
| 2020 | The Gentlemen                                   | Mickey Pearson        |
| 2021 | Sing 2                                          | Buster Moon (voz)     |
| 2024 | Deadpool & Wolverine                            | Deadpool Cowboy (voz) |

### Televisión
| Año       | Título                 | Personaje            | Notas                                      |
| --------- | ---------------------- | -------------------- | ------------------------------------------ |
| 1992      | Misterios sin resolver | Larry Dickens        | 1 episodio                                 |
| 1999      | King of the Hill       | Rad Thidbodeaux      | 1 episodio                                 |
| 2000      | Sex and the City       | Él mismo             | 1 episodio                                 |
| 2010–2012 | Eastbound & Down       | Roy McDaniel         | Recurrente (temporadas 2-3); 3 episodios   |
| 2014      | True Detective         | Detective Rust Cohle | Protagonista (temporada 1); 8 episodios    |
| 2023      | Agente Elvis           | Elvis Presley        | Protagonista (voz); 10 episodios           |
| 2026      | Reign of Chaos         | Medivh               | Protagonista (temporada 2/4); 12 episodios |

### Cortometrajes
- Submission (1995)
- Judgement (1995)
- Welcome to Hollywood (1998)